# Eucalyptus nudicaulis
Eucalyptus nudicaulis är en myrtenväxtart som beskrevs av A. Bean. Eucalyptus nudicaulis ingår i släktet Eucalyptus och familjen myrtenväxter. Inga underarter finns listade i Catalogue of Life.